# 黒川伊保子

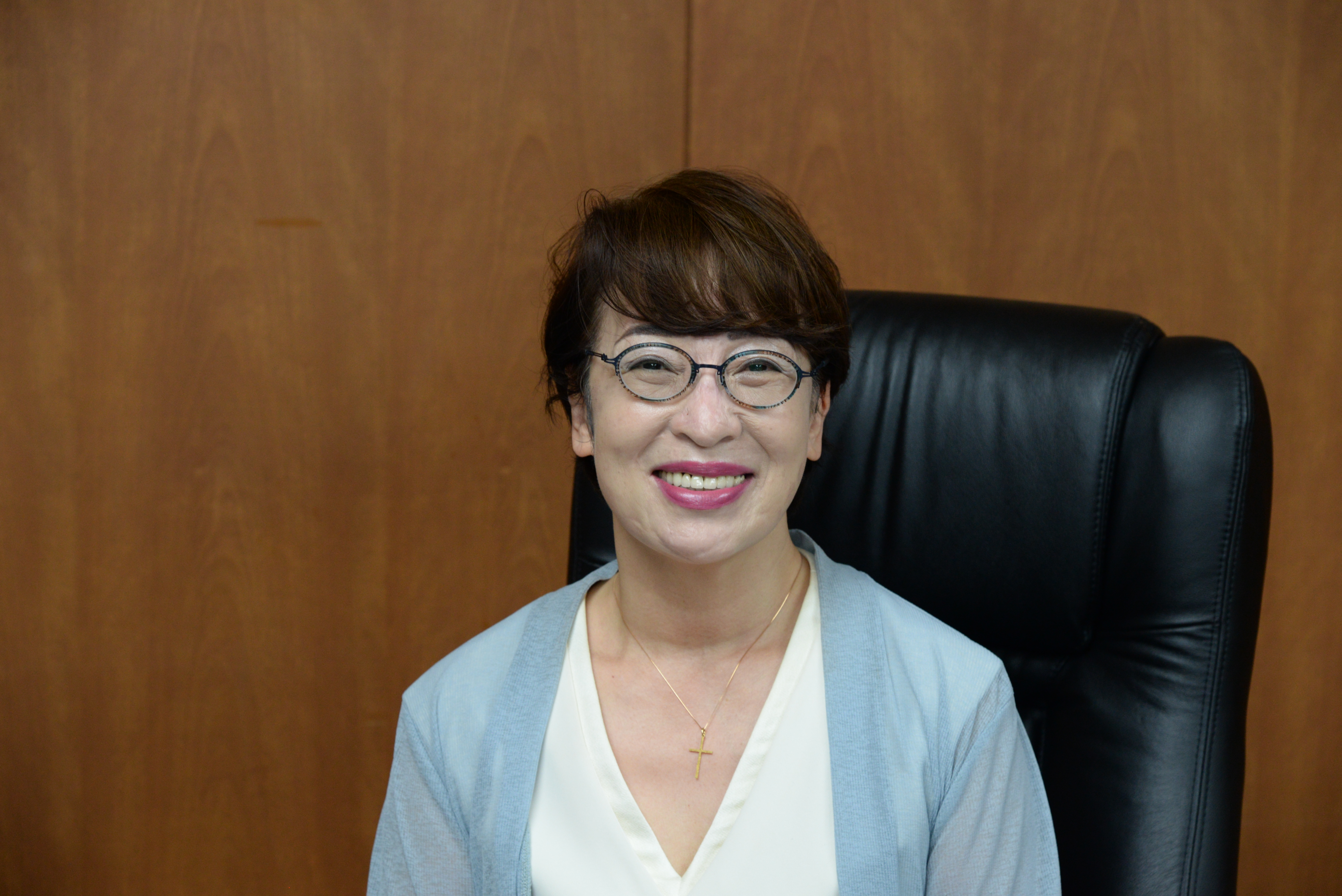
2022年

黒川 伊保子（くろかわ いほこ、1959年 - ）は、日本の実業家、エッセイストである。感性リサーチ代表取締役社長、日本ネーミング協会会長、日本BS放送 (BS11) 番組審議会委員。栃木県栃木市出身（出生地は長野県）。

## 来歴・人物
長野県で生まれ、栃木県で育つ。栃木市立栃木第五小学校、栃木市立栃木西中学校、國學院大學栃木高等学校を経て、1983年に奈良女子大学理学部物理学科を卒業後、富士通ソーシアルサイエンスラボラトリに14年勤務してAI（人工知能）の研究開発に従事。同社を退職後、コンサルティング会社や民間研究所を経て、2003年に感性リサーチを設立して代表取締役となる。2004年に脳機能論とAIを用いる語感分析『サブリミナル・インプレッション導出法』を発表する。化粧品、自動車、食品業界などから新商品名分析を受注し、感性分析を提唱する。2005年に倉敷芸術科学大学で非常勤講師を務める。2025年4月1日、理事を務めていた日本ネーミング協会の会長に就任。
男女のすれ違いを記した随筆や語感に関する著作を執筆するほかに、日本テレビ「世界一受けたい授業」やNHK教育テレビ「日本語なるほど塾」などに出演し、ananやSPA!など雑誌の恋愛特集にも登場した。

## エピソード
富士通でAI開発を通じて脳とことばの研究を始め、脳機能論を用いて語感の正体は「ことばの発音の身体感覚」であると提唱した。AIを用いる語感分析手法として『サブリミナル・インプレッション導出法』を開発し、マーケティングに活用を提案する。
性別や年代別で脳内意識の質は異なるが、作用するホルモンで脳機能を別類して意識の方向性を精査して個々の脳に「心地よい」ことばの音を探ると、男女や年齢ごとに脳へ対する訴求度が算出可能となる。商品名の語感が想定した買い手に好感を与えるか否かの数値評価を謳う商品名語感分析サービスは、大塚製薬の「Soy Joy」「ソイカラ」「SOYSH」などで採用された。
ホンマでっか!?TVに出演し、恋愛談で「夫婦一緒に塩ちゃんこ」などと発言した。2回目の出演で明石家さんまに「塩ちゃんこ」の愛称を付けられた。
2019年5月17日にノンストップ!で「定年夫婦のトリセツ解説」として出演した。家事の際に『今から水撒きます、今からラーメン作ります』など行動を声にして周囲にアピールすることを提案し、『自閉症の子供に何か伝えるかのように、ひとつずつキャンペーンしていく』と解説したが、番組中に三上真奈アナウンサーが「先程のコーナーで、自閉症に関して誤解を招きかねない表現がありました。失礼しました」と謝罪した。

## 批判
脳科学や心理学が専門の四本裕子・東京大准教授は、「男性脳・女性脳」を疑似科学であるとし、「データの科学的根拠が極めて薄いうえ、最新の研究成果を反映していない」と批判。男女の行動の差は生得的な脳のせいであるという記述はニューロセクシズム的あり、差別構造の固定化につながる恐れがあると指摘した。
また『なぜ疑似科学を信じるのか』の著書がある信州大の菊池聡教授は、『トリセツ』について、「わずかな知見を元に、身近な『あるある』を取り上げて一足飛びに結論づけるのは、拡大解釈が過ぎる。ライトな疑似科学に特有な論法だ」と話している。

## 著書
- 『恋するコンピュータ』ちくまプリマーブックス 1998年　のち文庫
- 『LOVE BRAIN - 行為を紡ぐ男性脳 / 言葉を紡ぐ女性脳』PHPエディターズグループ（2003年）
- 『感じることば - 情緒をめぐる思考の実験』筑摩書房（2003年）のち河出文庫
- 『音相で幸せになる赤ちゃんの名づけ』 (Seishun super books) 木通隆行 監修, 青春出版社, 2003.6
- 『ヴィーナスの鏡を知っていますか？- 愛されるための8つの魔法』廣済堂出版（2003年）
- 『怪獣の名はなぜガギグゲゴなのか』新潮新書（2004年）
- 『女たちはなぜ「口コミ」の魔力にハマるのか』ベストセラーズ（2005年）
- 『イホコ先生の音韻姓名判断』双葉社, 2005.9
- 『シンデレラ・ブレイン - 恋がかなう魔法のフェロモン』講談社（2006年）
- 『恋愛脳 - 男心と女心は、なぜこうもすれ違うのか』新潮文庫（2006年）
- 『「しあわせ脳」に育てよう! 子どもを伸ばす4つのルール』講談社, 2006.4
- 『「愛され脳」になれる魔法のレッスン』講談社＋α文庫（2006年）
- 『日本語はなぜ美しいのか』集英社新書（2007年）
- 『ことばに感じる女たち』ベストセラーズ・ワニ文庫（2007年）
- 『語感対決！77 - ことばのイメージは音で決まる』山海社（2007年）
- 『王子様に出会える「シンデレラ脳」の育て方』講談社+α文庫（2007年）
- 『淑女のラブレター - オトナの恋の作り方』辰巳出版（2008年）
- 『名前力―名前の語感を科学する』イーステージ新書 (2009年)
- 『夫婦脳―夫心と妻心は、なぜこうも相容れないのか』新潮文庫(2010年)
- 『脳育ての黄金ルール―子どもの脳を豊かに育む脳科学』芽ばえ社 (2010年)
- 『運がいいと言われる人の脳科学』新潮文庫(2011年)
- 『いい男は「や行」でねぎらう いい女は「は行」で癒す』宝島社新書 (2012年)
- 『キレる女懲りない男　男と女の脳科学』ちくま新書、(2012年)
- 『家族脳－親心と子心は、なぜこうも厄介なのか』新潮文庫(2014年)
- 『鈍感な男 理不尽な女』幻冬舎、(2015年)
- 『ちょっとしたことで大切にされる女(ひと)報われない女(ひと)』王様文庫 三笠書房, 2015.3
- 『英雄の書』ポプラ社、(2015年) 「英雄の書 すべての失敗は脳を成長させる」ポプラ新書 2018.4
- 『女は覚悟を決めなさい 人生に立ち向かうための脳科学』ポプラ社, 2016.10
- 『脳科学的に正しい恋愛脳の作り方』KADOKAWA, 2016.5
- 『「ぐずぐず脳」をきっぱり治す!人生を変える7日間プログラム』集英社, 2016.8
- 『母脳 母と子のための脳科学』ポプラ社, 2017.11
- 『女の機嫌の直し方』インターナショナル新書、(2017年)
- 『アンドロイドレディのキスは甘いのか』河出書房新社 (2017年)
- 『成熟脳 脳の本番は56歳から始まる』新潮文庫 2018.1
- 『ヒトは7年で脱皮する 近未来を予測する脳科学』朝日新書 2018.12
- 『前向きに生きるなんてばかばかしい 脳科学で心のコリをほぐす本』マガジンハウス, 2018.4
- 『夫のトリセツ』講談社+α新書 2019.10
- 『人間のトリセツ 人工知能への手紙』ちくま新書 2019.12
- 『定年夫婦のトリセツ』SB新書 2019.4
- 『共感障害 「話が通じない」の正体』新潮社, 2019.4 「「話が通じない」の正体 共感障害という謎」新潮文庫
- 『妻語を学ぶ』幻冬舎新書 2019.5
- 『ことばのトリセツ』インターナショナル新書 2019.6
- 『幸福になるための人生のトリセツ 読めば今から、人生が楽になる!』清流出版, 2019.9
- 『娘のトリセツ』小学館新書 2020.10
- 『家族のトリセツ』(NHK出版新書 2020.10
- 『息子のトリセツ』扶桑社新書 2020.11
- 『コミュニケーション・ストレス 男女のミゾを科学する』PHP新書 2020.4
- 『女と男はすれ違う! 共感重視の「女性脳」×評価したがる「男性脳」』ポプラ新書 2020.9
- 『母のトリセツ』扶桑社新書 2021.11
- 『職場のトリセツ』時事通信出版局, 2021.12
- 『不機嫌のトリセツ』河出新書 2021.4
- 『夫婦のトリセツ 決定版』講談社+α新書 2022.12
- 『保育のトリセツ 楽しく、自分らしくやりがいを感じて働くために』 (ひろばブックス) メイト, 2022.4
- 『恋のトリセツ』河出新書 2022.6
- 『思春期のトリセツ』小学館新書 2022.8

### 共編著・監修
- 『しあわせ脳練・習・帖』監修. 講談社, 2006.6 のち講談社+α文庫
- 『十六夜物語 迷いの理由がわかる16の脳ストーリー』 (Sasaeru文庫) 監修. 成美堂出版, 2007.11
- 『明日の元気のつくり方 恋に!仕事に!遊びに!』監修. PHP研究所, 2007.2
- 『語感対決!77 ことばのイメージは音で決まる』監修. 山海堂, 2007.3
- 『なぜ、人は7年で飽きるのか 流行のメカニズム「脳の7年周期」を解く』岡田耕一共著. 中経出版, 2007.5
- 『しあわせ脳学・習・帖 男ゴコロの取扱説明書』監修. 講談社, 2007.9
- 『赤ちゃんの「幸せ」名づけ事典』阿辻哲次共監修. ナツメ社, 2008.12
- 『ハッピーな明日を手に入れよう! 恋も!仕事も!遊びも!』監修, 小林美佐緒 絵. PHP研究所, 2008.5
- 『女の子の「幸せ」名づけ事典 赤ちゃんへの最初の贈りもの』阿辻哲次共監修. ナツメ社, 2008.6
- 『男の子の「幸せ」名づけ事典 赤ちゃんへの最初の贈りもの』阿辻哲次共監修. ナツメ社, 2008.6
- 『「無邪気な脳」で仕事をする』古森剛共著. ファーストプレス, 2009.1
- 『アドレスvsメルアド、教えたくなるのはどっち?』 (主婦の友パワフルbooks) 監修. 主婦の友社, 2009.5
- 『ナチュラル女子脳がやってきた どうして女性社員はあなたの言うことを聞いてくれないのか』感性リサーチ共著. 東京書籍, 2009.8
- 『赤ちゃんの幸せ名づけ事典 赤ちゃんへの最初の贈りもの 最新版』阿辻哲次共監修. ナツメ社, 2011.2
- 『親が子にこれだけはやってあげたいシンプル脳育術 未来を切り拓く"生きる力"の育て方』監修. エクスナレッジ, 2012.12
- 『男の子・女の子の幸せ名づけ事典 決定版』阿辻哲次共監修. ナツメ社, 2013.1
- 『身長を伸ばす7つの法則 めざせ、180センチ! 中高生男子の食べ方、暮らし方』佐藤智春共著. 主婦の友社, 2015.4
- 『妻のトリセツ』編著 講談社+α新書 2018.10
- 『まんがでわかる妻のトリセツ』編著, 堀田純司 シナリオ, 井上菜摘 漫画. 講談社, 2019.9
- 『イラストですぐわかる!息子のトリセツ』石玉サコ イラスト. 扶桑社, 2021.8
- 『女女問題のトリセツ イラつく女への7つの対処法』編著、SB新書 2022.9

## 共著
- 『「無邪気な脳」で仕事をする』古森剛共著、ファーストプレス、2009

## TV出演
- ホンマでっか!?TV (2011年、フジテレビ) - 感性学評論家として出演
- 情報プレゼンター とくダネ! (2013年、フジテレビ) - コメンテーター
- ワイド!スクランブル (2013年、テレビ朝日) - 火曜日コメンテーター
- ごきげんよう (2014年、フジテレビ) - 金曜日「賢女の法則」コメンテーター[8]
- 情報ライブ ミヤネ屋（2019年1月31日、読売テレビ・日本テレビ）「愛妻の日」特集、脳科学者・『妻のトリセツ』著者として出演（中継出演）

## ラジオ出演
- 伊集院光とらじおと (2019年3月28日、TBSラジオ) - ゲストとして出演、脳科学者・『妻のトリセツ』著者としても紹介。
- らじるラボ（2022年10月7日 - 2023年3月17日、NHKラジオ）- 金曜レギュラー
- 村上信五くんと経済クン (2023年1月14日、文化放送) - ゲストとして出演
- ふんわり（2023年4月7日 - 、NHKラジオ）- 金曜メインパーソナリティ